# Departamento de Malargüe
Departamento de Malargüe är en kommun i Argentina.   Den ligger i provinsen Mendoza, i den centrala delen av landet, 1 000 km väster om huvudstaden Buenos Aires. Antalet invånare är 23 020.
Omgivningarna runt Departamento de Malargüe är i huvudsak ett öppet busklandskap. Trakten runt Departamento de Malargüe är nära nog obefolkad, med mindre än två invånare per kvadratkilometer.